# Utidaviana citana
Utidaviana citana är en fjärilsart som beskrevs av William Schaus 1893. Utidaviana citana ingår i släktet Utidaviana och familjen tandspinnare. Inga underarter finns listade i Catalogue of Life.